# Acrilonitrile butadiene stirene

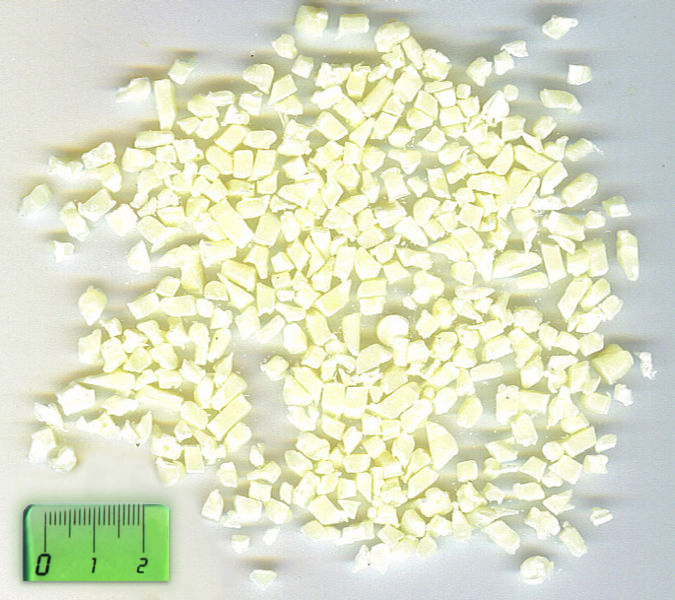
Grani di ABS

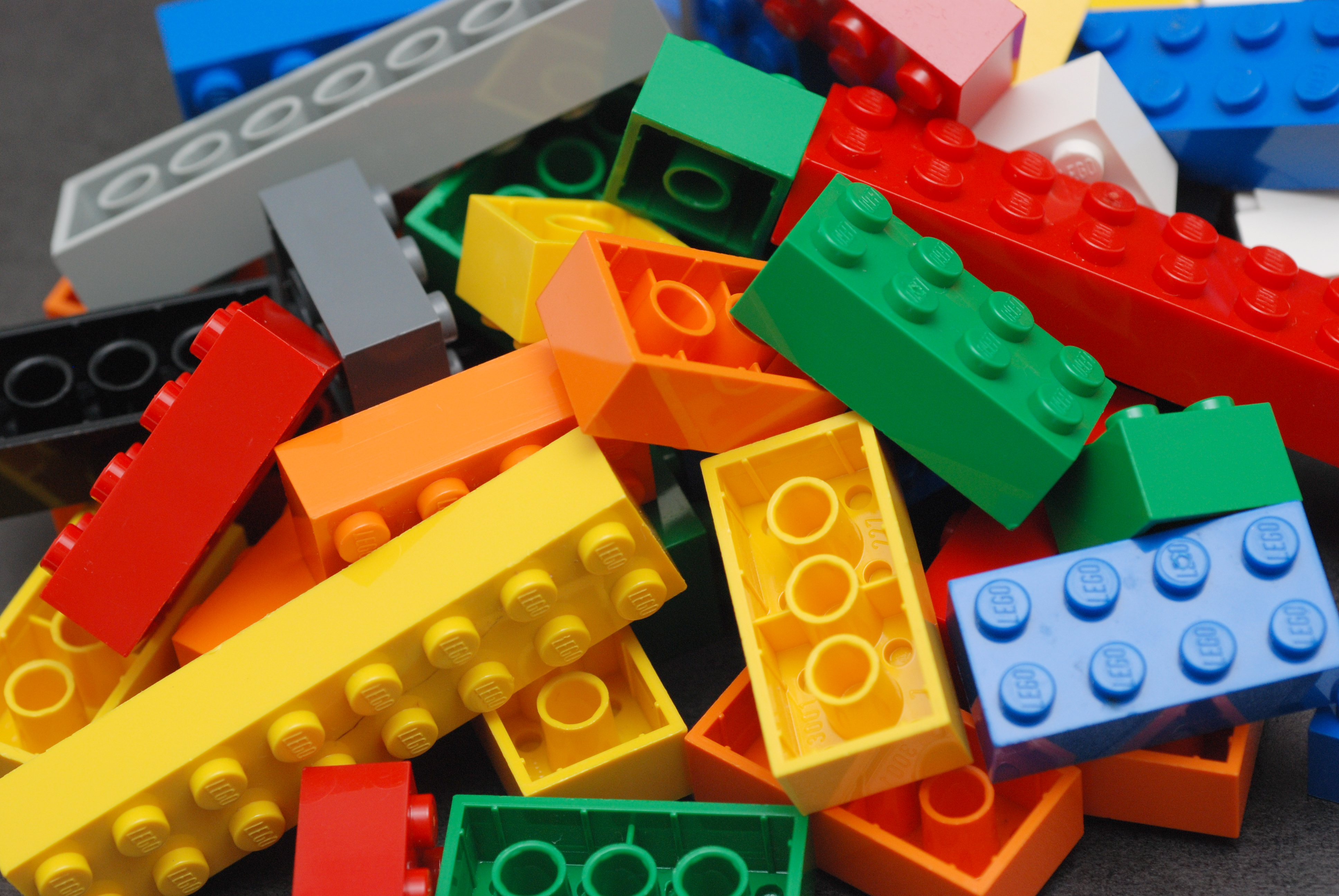
I mattoncini LEGO sono fatti di ABS

L'acrilonitrile-butadiene-stirene o ABS, (formula chimica (C8H8· C4H6·C3H3N)n) è un comune polimero termoplastico utilizzato per creare oggetti leggeri e rigidi come tubi, strumenti musicali (soprattutto il flauto dolce e il clarinetto), teste di mazze da golf, parti o intere carrozzerie automobilistiche, come nella Citroën Méhari, e giocattoli come i famosi mattoncini della LEGO e kit per modellismo plastico, oltre che come base per assemblaggi di componenti elettrici ed elettronici e ad essere impiegato nella costruzione di alcune repliche da soft-air.
Nel campo dell'idraulica i tubi in ABS sono di colore nero, mentre quelli di PVC sono di colore bianco, arancione o grigio.
L'ABS è un copolimero derivato dallo stirene polimerizzato insieme all'acrilonitrile in presenza di polibutadiene, e perciò può essere definito come terpolimero. Le proporzioni possono variare dal 15% al 35% di acrilonitrile, dal 5% al 30% di butadiene e dal 40% al 60% di stirene.
I granuli di plastica in ABS della dimensione minore di 1 micrometro vengono utilizzati negli inchiostri per i tatuaggi poiché hanno la caratteristica di avere colori particolarmente vividi.
L'ABS trova grande applicazione nella realizzazione di prodotti mediante l'utilizzo di macchine di prototipazione rapida che utilizzano tecniche produttive quali la FDM (Fused Deposition Modeling).

## Proprietà
Le più importanti proprietà meccaniche dell'ABS sono la resistenza all'impatto e la durezza. Per migliorare la resistenza all'impatto, la durezza e la resistenza al calore possono essere fatte diverse modifiche al polimero.
La resistenza all'impatto può essere ampliata con l'incremento della quantità di polibutadiene rispetto allo stirene ed all'acrilonitrile, sebbene questo causi il peggioramento/cambiamento di altre caratteristiche. La resistenza all'impatto non decresce rapidamente a temperature basse.
La stabilità dimensionale è eccellente sotto carichi bassi
Quindi, cambiando le proporzioni dei suoi componenti, l'ABS può essere prodotto per ottenere diverse qualità.
Le due principali tecnologie di lavorazione dell'ABS sono l'estrusione e lo stampaggio ad iniezione.
Generalmente le temperature di esercizio dell'ABS sono tra i -20° e gli 80 °C (da -4 a 176 °F).
Le proprietà del prodotto in ABS sono influenzate da come il materiale è processato per ottenere l'oggetto finito. Per esempio, lo stampaggio ad alte temperature migliora l'esteticità e la resistenza termica del prodotto mentre una migliore resistenza all'impatto e solidità sono ottenute dallo stampaggio a basse temperature. Le fibre (solitamente fibre di vetro) e altri additivi possono essere uniti ai granuli di resina per rendere i prodotti finiti più resistenti a sforzi meccanici o termici (aumentando la temperatura massima d'esercizio oltre gli 80 °C). È possibile inoltre aggiungere pigmenti per ottenere varie colorazioni, ciò è necessario in quanto il materiale grezzo è di colore avorio traslucido o bianco. L'invecchiamento del polimero è ampiamente influenzato dal contenuto di butadiene, è infatti pratica comune aggiungere antiossidanti al composto. Altri fattori includono l'esposizione alla radiazione ultravioletta.
L'ABS è resistente a solventi, alcali, all'acido cloridrico e fosforico concentrati, agli alcoli ed a olii animali, vegetali e minerali. Sono solubili negli esteri, chetoni, nell'1,2-dicloroetano e nell'acetone.
Anche se l'ABS è utilizzato largamente per le sue proprietà meccaniche, hanno anche proprietà elettriche che si mantengono costanti ad un'ampia gamma di frequenze. Queste proprietà sono influenzate in minima parte dalle variazioni termiche e dall'umidità atmosferica se si rimane all'interno delle temperature di esercizio.
L'ABS è infiammabile se esposto a temperature elevate. Il polimero si scioglierà ed entrerà in ebollizione ed i vapori bruciano con fiamme calde ed intense. Dal momento in cui l'ABS puro non contiene alogeni, la sua combustione non produce di norma inquinanti organici persistenti e i suoi prodotti più tossici derivanti dalla combustione o pirolisi sono il monossido di carbonio e l'acido cianidrico. L'ABS è anche danneggiato dai raggi ultravioletti, quindi anche dalla luce solare. Questo causò uno dei richiami più ampi e costosi del mondo dell'autoveicolo nella storia degli USA a causa della degradazione dei bottoni di sgancio delle cinture di sicurezza.
L'ABS può essere riciclato, anche se non è accettato da tutti i centri di riciclaggio.

## Rischi per l'uomo
L'ABS è stabile alla decomposizione sotto normali condizioni e durante il processo di polimerizzazione l'esposizione ai cancerogeni è inferiore ai limiti. Ad elevate temperature (400 °C) l'acronitrile-butadiene-stirene può decomporsi nei suoi costituenti: butadiene (cancerogeno per l'uomo), acrilonitrile (possibile cancerogeno per l'uomo [gruppo IARC 2B]) e stirene.
Sono state sollevate preoccupazioni circa le concentrazioni di polveri sottili sospese (PTS) nell'aria generate durante la stampa con ABS, in quanto le PTS sono state collegate con effetti negativi per la salute.